# Agent général d'assurance
Pour les articles homonymes, voir Agent.
 (novembre 2022).
Si vous disposez d'ouvrages ou d'articles de référence ou si vous connaissez des sites web de qualité traitant du thème abordé ici, merci de compléter l'article en donnant les références utiles à sa vérifiabilité et en les liant à la section « Notes et références ».
 (juin 2020).
L'agent général d'assurances est un professionnel indépendant exerçant l'activité d'intermédiaire pour le compte d'une compagnie d'assurance dont il a reçu un mandat.
Les agents généraux d'assurances analysent les risques de leurs clients, puis conseillent ces derniers sur les opportunités d'assurance, placent les risques auprès de leurs compagnies d'assurances, suivent la gestion des contrats au jour le jour, et assistent leurs clients en cas de sinistre de l'ouverture du dossier jusqu'à l'indemnisation ; ils sont aussi encore appelés « assureurs conseils », mandatés par leurs clients pour les représenter face aux compagnies.
Les agents généraux d'assurances ont un statut d'intermédiaire avec leur compagnie mandante, ils sont libéraux et chefs d'entreprises, statut qui régit leurs relations avec les sociétés d'assurance. La plupart du temps un agent général d'assurance pratique aussi le courtage auprès d'autres compagnies pour les risques qu'il ne peut placer dans sa compagnie mandante (pour des raisons techniques ou commerciales).

## Histoire
Au début du XIXe siècle, on retrouve chez les agents généraux des notaires parmi les fondateurs des sociétés aïeules d'Azur (1819) et surtout des Mutuelles du Mans (1826). Les sociétés comprennent tout l'intérêt qu'elles ont à constituer un véritable réseau d'agents qui leur sont attachés. L'intermédiation est stratégique au regard du risque : en acceptant une affaire, les agents engagent la responsabilité de la société et contribuent à la qualité du portefeuille. La tournée des agents consistait à vérifier qu'il n'y avait ni surexposition au risque ni modification du risque.
En 1852, un dirigeant d'une société parisienne peut ainsi défendre ses agents en rappelant qu'ils « ont des appointements fixes ce qui les dispense d'user de tous les moyens plus ou moins honnêtes dont sont coutumiers les courtiers ordinaires d'assurance »

## Missions
En qualité de mandataire, l’agent général met à la disposition du public ses connaissances et compétences techniques en vue de la recherche et de la souscription de contrats d’assurances (dommages ou de personnes) pour le compte de la société d’assurance qu’il représente. Il tient une agence générale, qu’il organise librement et au sein de laquelle  il gère les contrats qui lui sont confiés, dans la limite de la circonscription géographique déterminée par son mandat. Il a toutefois la possibilité, lorsqu’un risque à assurer est refusé ou résilié par sa mandante, et seulement dans ce cas présent, de pratiquer le courtage accessoire auprès d’autres organismes d’assurance.

## Profil
L’agent général est un entrepreneur exerçant une profession libérale, juridiquement encadrée. Il doit respecter le principe de l’exclusivité de production dans sa société mandante dans la commercialisation des produits et services d’assurances. En contrepartie, il a la libre gestion de sa structure et ses salariés.

## Formation
L’agent général doit suivre un cursus de formation obligatoire de 150 heures minimum, avant d’exercer ses fonctions. Ce cursus est élaboré par la société d’assurance qui lui délivre son mandat. Agéa, la Fédération nationale des syndicats d’agents généraux d’assurance, et l’IFPASS, ont mis en place en 2018, un cursus de formation supplémentaire de 250 heures, axé sur l’entrepreneuriat et l’expertise assurantielle.
Il ne faut pas confondre courtier en assurances et agent général d'assurance, le courtier est un commerçant inscrit à la chambre de commerce et d'industrie alors que l'agent général est inscrit à l'URSSAF. Par ailleurs si le courtier distribue des produits et services des principales compagnies avec lesquelles il travaille l'agent général distribue et gère en priorité les produits et services de sa compagnie mandante, toutefois son mandat  lui permet d'avoir la double casquette puisque l'agent général est aussi inscrit en tant que courtier pour maximum de 10 % de son Chiffre d'affaires. Le courtier est un représentant de l'assuré, alors que l'agent général est mandaté par l'assureur (mandat d'agent général).